# Bianca Schmidt
Bianca Schmidt (Gera, Alemania Oriental; 23 de enero de 1990) es una futbolista alemana. Actualmente juega para el 1. FFC Turbine Potsdam de la Bundesliga femenina.

## Trayectoria
Schmidt comenzó a jugar fútbol a los siete años con los niños del club TSV 1880 Gera-Zwötzen y luego el 1. FC Gera 03. Ella era la única niña del equipo y solo jugaba con otras niñas cuando era convocada a selecciones regionales o nacionales.
Bianca Schmidt hizo su debut profesional en 2006 con el equipo 1. FFC Turbine Potsdam de la primera división de la Bundesliga femenina alemana. Con este equipo, Schmidt logró obtener tres títulos sucesivos de campeón de Bundesliga entre los años 2010 y 2012, además de ganar la Liga de Campeones femenina de la UEFA en 2010. Para la temporada 2012-13 traspasó al equipo rival, el 1.FFC Frankfurt con el que ganó nuevamente la Liga de Campeones femenina en 2015. El 14 de marzo de 2015 anunció su retorno al 1. FFC Potsdam.
Schmidt hizo su debut con el primer equipo de la Selección femenina de fútbol de Alemania el 25 de febrero de 2009 contra la selección de China. Ese mismo año fue parte del equipo que se coronó campeón de la Eurocopa Femenina 2009. El año siguiente se coronó campeona del mundo con el equipo Sub-20 que ganó la Copa Mundial Femenina de Fútbol Sub-20 de 2010. Un año más tarde fue convocada para formar parte de la selección alemana para la Copa Mundial Femenina de Fútbol de 2011. En 2013 ganó nuevamente la Eurocopa Femenina con la selección alemana.
El 24 de mayo de 2015 Bianca Schmidt fue nombrada a la escuadra alemana para la Copa Mundial Femenina de Fútbol de 2015.
La banda musical alemana The Schwarzenbach la honró con la canción Tender Disquisitions (Bianca Schmidt) de su álbum Farnschiffe. 